# Her Right to Live
Her Right to Live er en amerikansk stumfilm fra 1917 af Paul Scardon.

## Medvirkende
- Peggy Hyland som Polly Biggs.
- Antonio Moreno som John Oxmore.
- Mae Costello som Mrs. Biggs.
- Bobby Connelly som Jimmy Biggs.
- Helen Connelly som Janet Biggs.